# Lorenzo Charles
Lorenzo Emile Charles (Brooklyn, Nueva York, 25 de noviembre de 1963-Raleigh, Carolina del Norte, 27 de junio de 2011) fue un jugador de baloncesto estadounidense. Con 2.01 de estatura, su puesto natural en la cancha era el de ala-pívot.

## Trayectoria
- Universidad de North Carolina State (1981-1985)
- Atlanta Hawks (1985-1986)
- Pallacanestro Cantú (1986-1987)
- Aurora Desio (1987-1988)
- Quad City Thunder (1988-1989)
- Rapid City Thrillers (1989)
- Aratt Upsala (1990-1991)
- Club Bàsquet Llíria (1991)
- Tofaş Spor Kulübü (1992-1993)
- Oklahoma City Cavalry (1993-1994)
- Club Atlético Cordón (1994-1995)
- Solna Vikings (1995-1996)
- Atlanta Trojans (1996)
- Raleigh Cougars (1997)
- Atenas Atlético (1997-1998)
- Raleigh Cougars (1998)
- Atenas Atlético (1998-1999)
- Peñarol de Mar del Plata (1999)
- Nacional Montevideo (1999-2000)
- Fargo-Moorhead Beez (2000-2001)

## Famosa canasta ganadora
El momento más glorioso en la carrera de Charles fue el haber metido la canasta ganadora del campeonato de la NCAA en el año 1983 en un partido contra los Houston Cougars, equipo en el que jugaban por entonces Akeem Olajuwon y Clyde Drexler. La canasta fue un Alley oop sobre un Air ball de Derek Whittenburg.